# Чемпионат четырёх континентов по шорт-треку
Чемпионат четырёх континентов по шорт-треку (официальное название «ISU Four Continents Short Track Speed Skating Championships») — ежегодное спортивное соревнование по шорт-треку, организуемое Международным союзом конькобежцев. Проводится на отдельных дистанциях (500 м, 1000 м, 1500 м) и в сумме многоборья, а также в эстафете и с 2023 года в смешанной эстафете. С 2023 года многоборье упразднено.

## История
Чемпионат четырёх континентов по шорт-треку является эквивалентом чемпионата Европы для всех других континентов. Аналогично с 1999 года проводится ISU чемпионат четырёх континентов по фигурному катанию и с 2020 года по конькобежному спорту.
Первый чемпионат четырёх континентов по шорт-треку был проведен с 11 января по 12 января 2020 года в Монреале, Канада. Запланированный второй чемпионат зимой 2020/2021 года был отменён в связи с пандемией коронавируса. Второй чемпионат прошёл в Солт-Лейк-Сити, США в ноябре 2022 года. Третий в Лавале, Канада в ноябре 2023 года.
| Год  | Место                                     | Формат                                    |
| ---- | ----------------------------------------- | ----------------------------------------- |
| 2020 | Монреаль, Канада                          |                                           |
| 2021 | не проводился из-за пандемии коронавируса | не проводился из-за пандемии коронавируса |
| 2022 | не проводился из-за пандемии коронавируса | не проводился из-за пандемии коронавируса |
| 2023 | Солт-Лейк-Сити, США                       |                                           |
| 2024 | Лаваль, Канада                            |                                           |